# Unterseeboot 402
L'U-402 est un Unterseeboot type VII utilisé par la Kriegsmarine pendant la Seconde Guerre mondiale.
Le sous-marin fut commandé le 22 avril 1940 à Dantzig, lancé le 28 décembre 1940 et mis en service le 21 mai 1941, sous le commandement du Kapitänleutnant Siegfried Freiherr von Forstner.
Pour ses nombreux succès, von Forstner reçut la Croix de chevalier de la croix de fer.

## Conception
Unterseeboot type VII, l'U-402 avait un déplacement de 769 tonnes en surface et 871 tonnes en plongée. Il avait une longueur totale de 67,10 m, un maître-bau de 6,20 m, une hauteur de 9,60 m et un tirant d'eau de 4,74 m. Le sous-marin était propulsé par deux hélices de 1,23 m, deux moteurs diesel F46 de six cylindres en ligne de 1 400 ch à 470 tr/min, produisant un total de 2 060 à 2 350 kW en surface et de deux moteurs électriques Garbe, Lahmeyer & Co. de 375 ch à 295 tr/min, produisant un total 550 kW, en plongée. Le sous-marin avait une vitesse en surface de 17,7 nœuds (33 km/h) et une vitesse de 7,6 nœuds (14 km/h) en plongée. Immergé, il avait un rayon d'action de 80 milles marins (150 km) à quatre nœuds (7,4 km/h ; 4,6 milles par heure) et pouvait atteindre une profondeur de 230 m. En surface son rayon d'action était de 8 500 milles nautiques (soit 15 700 km) à dix nœuds (19 km/h).
L'U-402 était équipé de cinq tubes lance-torpilles de 53,3 cm (quatre montés à l'avant et un à l'arrière) qui contenait quatorze torpilles. Il était équipé d'un canon de 8,8 cm SK C/35 (220 coups) et d'un canon antiaérien de 20 mm Flak. Il pouvait transporter 26 mines TMA ou 39 mines TMB. Son équipage comprenait 4 officiers et 40 à 56 sous-mariniers.

## Historique
L'U-402 commence dans 3. Unterseebootsflottille comme navire d'entrainement le 21 mai 1941 avant de partir en opérations le 1er octobre 1941.
L'U-402 ne coule ni n'endommage aucun navire lors de sa première patrouille, de 45 jours en mer. Il navigue dans les eaux norvégiennes ainsi que dans l'Atlantique Nord. Il rentre à la base de Saint-Nazaire.
Lors de sa deuxième patrouille, l'U-402 endommage un transport de troupes de 12 000 tonnes, le Llangibby Castle (en) dans le golfe de Gascogne, le 16 janvier 1942. Il rentre à Saint-Nazaire le 11 février 1942 après 32 jours en mer.
Pour sa troisième sortie, l'U-402 se dirige vers la côte est des États-Unis. Il coule trois navires, dont un cargo Soviétique de 5 284 tonneaux et son escorteur l'USS Cythera (en) au large du cap Hatteras, le 2 mai 1942. Le sous-marin est attaqué par un PBY Catalina dans l'Atlantique le 29 avril 1942 ; il s'en sort sans dommage. Il retourne à la base le 20 mai 1942, après 56 jours en mer.
Il quitte Saint-Nazaire le 16 juin 1942 pour sa quatrième patrouille, le long de la côte est des États-Unis, n'ayant guère de succès. Il revient en France, après avoir été touché par des bombardiers au large du cap Hatteras vers la mi-juillet. Il arrive à La Rochelle (La Pallice) le 5 août 1942, après 51 jours en mer.
Il connaît davantage de succès lors de sa cinquième patrouille ;  l'U-Boot coule 27 287 tonneaux de navire ennemis, dont cinq navires du convoi SC-107. Il rentre le 20 novembre 1942 à La Pallice après 48 jours en mer.
Il a également beaucoup de succès lors de sa sixième patrouille, notamment quand il attaque sept navires du convoi SC-118.
Cette patrouille dura 41 jours et il coule 41 718 tonneaux de navires ennemis.
Lors de sa septième patrouille, il détruit deux navires du convoi SC-129. L'un des escorteurs, le HMS Gentian (en) l'endommage et il dût interrompre sa patrouille. Il rentre à La Rochelle le 26 mai 1943, après 36 jours en mer.
Sa huitième patrouille est marquée par le manque d'objectifs et l'augmentation des attaques aériennes alliées. Il subit une attaque d'un Wellington le 8 septembre mais il n'est pas touché.
Après 40 jours en mer, l'U-402 est coulé par la torpille d'un Grumman TBF Avenger du porte-avions USS Card le 13 octobre 1943, à la position géographique 48° 56′ N, 29° 41′ O.
Les 50 membres d'équipage meurent dans cette attaque.

### OpérationsWolfpacks
L'U-402 prend part à douze Rudeltaktik :
- Störtebecker (17-19 novembre 1941)
- Benecke (19-25 novembre 1941)
- Letzte Ritter (25 novembre - 4 décembre 1941)
- Panther (10-20 octobre 1942)
- Veilchen (20 octobre - 5 novembre 1942)
- Lansquenet (19-28 janvier 1943)
- Pfeil (1-8 février 1943)
- Amsel 1 (3-6 mai 1943)
- Elbe (7-10 mai 1943)
- Elbe 2 (10-12 mai 1943)
- Leuthen (15-24 septembre 1943)
- Rossbach (24 septembre - 6 octobre 1943)

## Affectations
- 3. Unterseebootsflottille du 21 mai 1941 au 1er octobre 1941 (Flottille d'entraînement).
- 3. Unterseebootsflottille du 2 octobre 1945 au 13 octobre 1943 (Flottille de combat).

## Commandement
- Kapitänleutnant Siegfried Freiherr von Forstner du 21 mai 1941 au 13 octobre 1943

## Navires coulés
L'U-402 coula 14 navires marchands et un navire de guerre pour un total de 70 766 tonneaux et endommagea trois navires pour un total de 28 682 tonneaux au cours des huit patrouilles qu'il effectua.
| Date            | Nom                  | Nationalité      | Tonnage | Fait      |
| --------------- | -------------------- | ---------------- | ------- | --------- |
| 16 mai 1941     | Llangibby Castle     | Royaume-Uni      | 11 951  | Endommagé |
| 13 avril 1942   | Empire Progress      | Royaume-Uni      | 5 249   | Coulé     |
| 30 avril 1942   | Ashkhabad            | Union soviétique | 5 284   | Coulé     |
| 2 mai 1942      | USS Cythera          | US Navy          | 602     | Coulé     |
| 2 novembre 1942 | Dalcroy              | Royaume-Uni      | 4 558   | Coulé     |
| 2 novembre 1942 | Empire Antelope      | Royaume-Uni      | 4 945   | Coulé     |
| 2 novembre 1942 | Empire Leopard       | Royaume-Uni      | 5 676   | Coulé     |
| 2 novembre 1942 | Empire Sunrise       | Royaume-Uni      | 7 459   | Endommagé |
| 2 novembre 1942 | Rinos                | Grèce            | 4 649   | Coulé     |
| 7 février 1942  | Afrika               | Royaume-Uni      | 8 597   | Coulé     |
| 7 février 1942  | Daghild              | Norvège          | 9 272   | Endommagé |
| 7 février 1942  | USS Henry R. Mallory | US Navy          | 6 063   | Coulé     |
| 7 février 1942  | Kalliopi             | États-Unis       | 4 695   | Coulé     |
| 7 février 1942  | Robert E. Hopkins    | Royaume-Uni      | 6 625   | Coulé     |
| 7 février 1942  | Toward               | Royaume-Uni      | 1 571   | Coulé     |
| 8 février 1942  | Newton Ash           | Royaume-Uni      | 4 625   | Coulé     |
| 11 mai 1943     | Antigone             | Royaume-Uni      | 4 545   | Coulé     |
| 11 mai 1943     | Grado                | Norvège          | 3 082   | Coulé     |